# 图罗特
图罗特（法語：Thourotte，法語發音：[tuʁɔt]）是法国瓦兹省的一个市镇，位于该省东北部，瓦兹河右岸，属于贡比涅区。

## 地理
图罗特（49°28'43"N, 2°53'1"E）面积4.38 平方千米，位于法国上法蘭西大區瓦兹省，该省份为法国北部内陆省份，北起索姆省，西接厄尔省和滨海塞纳省，南至塞纳-马恩省和瓦兹河谷省，东临埃纳省。
与图罗特接壤的市镇（或旧市镇、城区）包括：康布罗讷-莱里贝库尔、隆格伊-阿内勒、马什蒙、梅利科克、蒙马克、勒普莱西布里永。
图罗特的时区为UTC+01:00、UTC+02:00（夏令时）。

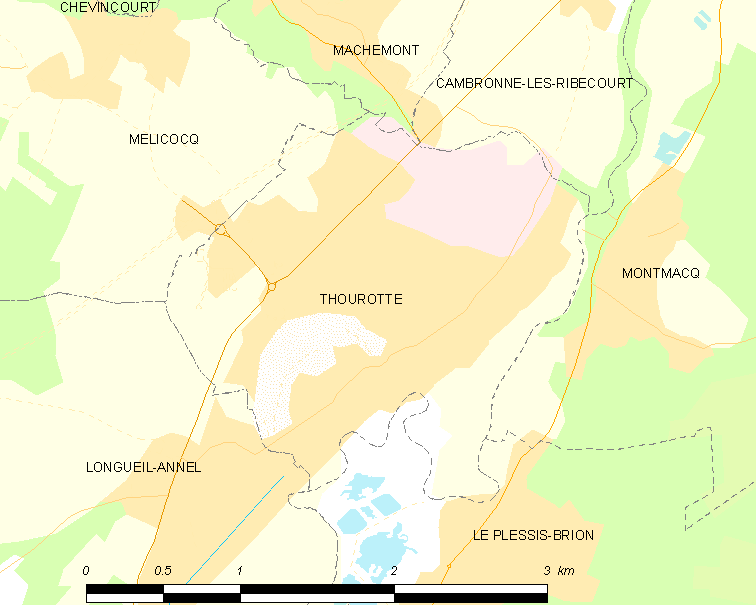
图罗特的OSM定位图

## 行政
图罗特的邮政编码为60150，INSEE市镇编码为60636。

## 政治
图罗特所属的省级选区为图罗特县。

## 交通
巴黎－圣康坦一线的铁路经过并设站。

## 人口

1962-2008年间图罗特人口变化图示

图罗特于2022年1月1日时的人口数量为4460人。